# Henrik Wright
Henrik Wright, född 19 januari 1685 i Narva, död 6 februari 1766 på Lövkoski i Borgå socken, var en svensk militär. Han var far till Georg Henrik von Wright
Henrik Wright var son till den från Skottland härstammande skomakaråldermannen Georg Wright och Anna Walding. Han blev volontär vid garnisonsregementet i Narva 1700, korpral vid Viborgs läns fördubblingskavalleriregemente 1702 och kvartermästare där 1703. Vid Narvas fall 10 augusti 1704 blev Wright rysk krigsfånge och såldes av dem till slav, men rymde nyårsnatten 1705 till finska armén vid Viborg. Han blev fänrik vid Tavastehus läns infanteriregemente 1705, löjtnant vid Nylands fördubblingsbataljon 1706, erhöll avsked 1707 och blev 1708 regementskvartermästare vid sachsiska bataljonen. Wright tillfångatogs på nytt vid evakueringen vid Kolkanpää 1708, och hölls under tio månader i järnkedjor i Sankt Petersburg och Nöteborg där han fick försörja sig genom tiggande. Han fördes därefter 1709 efter att ha befriats från sina kedjor till Sankt Petersburg, där Peter den store och Roman Bruce försökte övertala honom att träda i rysk tjänst och ge information om Viborgs fästning. Han lyckades dock 10 maj 1710 fly tillsammans med åtta andra officerare, och de tog sig efter en månads vandringar genom skogarna till Nyslott, och därifrån reste han vidare till Sverige där han anslöt sig till Magnus Stenbocks armé i Skåne och i oktober blev stabskapten vid Kronobergs regemente. Wright deltog i slaget vid Gadebusch, blev 1714 kapten vid Österbottens infanteriregemente, kapten vid Gyllenströms finska infanteribataljon och dess chef 1717–1719 samt blev 1718 major där. Han deltog med Carl Gustaf Armfeldts armé i inmarschen i Norge 1718 och slaget vid Stene skans och det svåra återtåget över fjället. Wright placerades 1721 vid Nylands infanteriregemente, erhöll 1732 överstelöjtnants avsked men återinträdde 1741 i armén på greve Lewenhaupts begäran. Han utnyttjades för partier mot Viborg, deltog i tåget på Åland 1743 och skickades kort därefter av Fredrik I på ett diplomatiskt uppdrag till Peter von Lacy. Wright blev 1746 major vid Savolax regemente och var 1760–1762 överste och chef för Jämtlands dragonregemente.